# Хайха
Хайха (вьет. Hải Hà) — уезд на северо-востоке Вьетнама, входящий в провинцию Куангнинь.

## География
Уезд Хайха расположен на северо-востоке провинции Куангнинь и граничит:
- на востоке — с городом Монгкай;
- на западе — с уездами Дамха и Биньльеу;
- на севере — с китайским городским округом Фанчэнган;
- с юга омывается Восточным морем.

Площадь района составляет 690 км² (включая сушу, море и острова).
Основные этнические группы — кинь (вьеты), зао, таи. Также проживают санзиу, сантяй, нунги, мыонги, тхай и китайцы. Вьеты составляют более 75 % населения и проживают во всех общинах, зао живут в основном в общинах Куангшон и Куангдык, таи — в общине Куангфонг (1237 человек).

## Административное деление
Уезд Хайха имеет 11 подчинённых административных единиц — город Куангха (столица уезда) и 10 общин: Кайтьен, Зыонгхоа, Куангминь, Куангтхань, Куангтинь, Куангфонг, Куанглонг, Куангшон, Куангдык, Куангтхинь.

## История
При династии Нгуен территория современного уезда Хайха принадлежала району Ваннинь, префектура Хайдонг, провинция Куангйен. В 1832 году район Ваннинь был передан в префектуру Хайнинь.
Во времена правления императора Тхань-тхай Фе-де Ваннинь разделился на Монгкай и Хакой. 10 декабря 1906 г. генерал-губернатор Индокитая издал указ о выделении префектуры Хайнинь из провинции Куангйен в самостоятельную провинцию.
С марта 1948 года в связи с реформой административного деления район Хакой стал уездом Хакой провинции Хайнинь.
В октябре 1963 года Хайнинь и Хонгкуанг были объединены в провинцию Куангнинь, в которой оказался и уезд Хакой с городом Хакой и 16 общинами. 4 июня 1969 года уезды Хакой и Дамха были объединены в уезд Куангха.
29 августа 2001 года правительство издало Постановление 59/2001/ND-CP, разделившее уезд Куангха на два — Хайха и Дамха. Уезд Хайха получил город Куангха и 15 общин.
После слияния некоторых общин 1 января 2020 года (Постановление № 837/NQ-UBTVQH14 от 17 декабря 2019 г.), уезд Хайха получил современное административное деление: 1 город и 10 общин.

## Экономика
Жители работают в основном в сельском, лесном и рыбном хозяйствах. В последнее время растёт число рабочих, развивается сфера услуг и туризм. В общине Зыонгхоа выращивают чай, в общине Куангшон — корицу. Значительную роль играют аквакультура и рыболовство. Есть месторождение высококачественного каолина.
На территории города Куангха и общины Куангфонг находится крупный морской порт, привлекающий инвестиции крупнейших корпораций Вьетнама.
В общине Куангдык находится пункт пропуска через государственную границу Бакфонгшинь, через который ведётся торговля с Китаем.
В районе находится знаменитая туристическая зона Кайтьен, во многих общинах существуют туристические маршруты.

## Транспорт
Через Хайха проходит множество важных дорог, связывающих пограничные переходы с экономическими центрами внутри страны, в том числе шоссе 18A, 18B и 18C. Также развит водный транспорт.